# Headingley Stadium
 (avril 2025).
Si vous disposez d'ouvrages ou d'articles de référence ou si vous connaissez des sites web de qualité traitant du thème abordé ici, merci de compléter l'article en donnant les références utiles à sa vérifiabilité et en les liant à la section « Notes et références ».
Le Headingley Stadium est un stade multi-fonctions localisé à Leeds (Royaume-Uni). Il dispose sur ce site d'un stade de rugby à XIII nommé Headingley Rugby Stadium de 19 700 places accueillant les rencontres à domicile des Leeds Rhinos, et d'un stade de cricket nommé Headingley Cricket Ground du Yorkshire County Cricket Club.

## Les transports en commun
- Gare de Burley Park - 600m
- Gare de Headingley - 800m